# 沃夫恰河

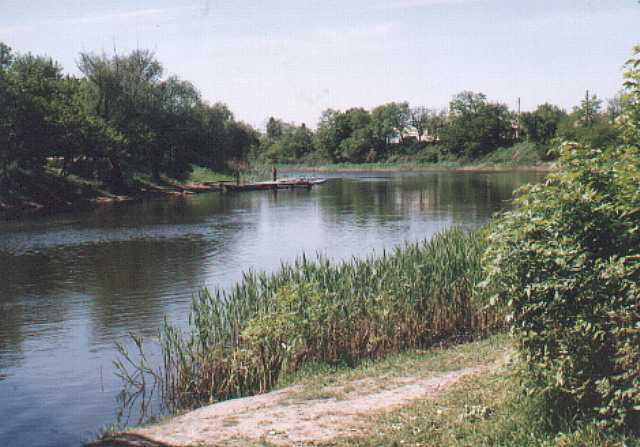

沃夫恰河（羅馬化：Vovcha）是烏克蘭的河流，屬於薩馬拉河的左支流，流經頓涅茨克州和第聶伯羅彼得羅夫斯克州，河道全長323公里，流域面積13,300平方公里。